# Dale County
Dale County je okres ve státě Alabama ve Spojených státech amerických. K roku 2010 zde žilo 50 251 obyvatel. Správním městem okresu je Ozark. Celková rozloha okresu činí 1 457 km².